# Thomas Pelham-Holles
Thomas Pelham-Holles, 1. vévoda z Newcastle (21. července 1693 – 17. listopadu 1768), byl britský státník, který působil v období, kdy britské politice dominovala strana Whigů.
Jako chráněnec Roberta Walpoleho, pracoval pod jeho vedením více než dvacet let až do roku 1742. Spolu se svým bratrem Henrym Pelhamem (britským premiérem) určovali politiku vlády až do roku 1754. V té době zastával pozici ministra zahraničí a to po dobu třiceti let a tak výrazným způsobem určoval směr britské zahraniční politiky.
Po Henryho smrti převzal funkci premiéra na dobu šesti let (ve dvou oddělených obdobích). Zatímco první období se nevyznačovalo výraznými událostmi, Pelham urychlil sedmiletou válku, což vedlo k jeho rezignaci. Po druhém období ve funkci premiéra krátkou dobu zastával funkci ve vládě Charlese Watson-Wentwortha a poté odešel do ústraní.

## Mládí
Thomas Pelham se narodil 21. července 1693 v Londýně jako nejstarší syn Thomase Pelhama, 1. barona z Pelhamu a jeho druhé ženy Grace Hollesové. Studoval na Westminsterské škole a roku 1710 byl přijat na Clare College v Cambridge. Jeho strýc zemřel roku 1711, jeho otec o rok později a jejich velký majetek připadl Thomasovi. Stal se jedním z nejbohatších statkářů v zemi. Na počest svého strýce si ke svému příjmení připojil jeho příjmení a vystupoval jako Pelham-Holles.
Roku 1718 se oženil s Henrietou Godolphinovou, dcerou Francise Godolphina, hraběte z Godolphinu. Ta měla žalostné zdraví, byla často nemocná a pár neměl žádné potomky.
Ztotožnil se s politikou Whigů, podobně jako jeho otec a strýc, ale na rozdíl od nich zastával bojovnější názory. Politická scéna v Británii byla v té době příkře rozdělena mezi Whigy, kteří podporovali nástupnictví Jiřího I., zatímco Toryové stranili jakobitům a nástupnictví Jakuba Františka Stuarta.

## Počáteční politická kariéra
Pelham po smrti královny Anny energicky podporoval Whigy a měl velký vliv na to, že Londýňané přijali Jiřího I. Jeho aktivita byla králem oceněna a roku 1714 byl jmenován hrabětem z Clare a následující rok vévodou z Newcastle. Stal se také zástupcem krále v hrabství Middlesex a Nottinghamshire a byl mu udělen podvazkový řád. V této pozici byl schopen potlačit hnutí jakobitů v hrabstvích, která spravoval.
Od roku 1720 se Pelham připojil v rámci strany Whigů k frakci, která byla vedena Robertem Walpolem. Ten ho přivítal, protože se domníval, že ho tak bude moci lépe kontrolovat. Pelham se k Walpolemu připojil proto, že věřil, že bude vedoucí postavou britské politiky.
Roku 1717 nastoupil do své první politické pozice jako komoří a dostal na starost kontrolu divadel. Hry byly v té době značně zpolitizované a Pelham měl zajistit stažení her, které byly kritické vůči Hannoverské dynastii nebo vládě Whigů. Tuto funkci zastával sedm let a osvědčil se v ní. Svůj vliv projevil i ve všeobecných volbách, kdy byl schopen prostřednictvím majetku své rodiny kontrolovat zvolení až dvaceti poslanců.

## Ministr zahraničí
Roku 1724 byl Pelham Walpolem jmenován správcem jižní části země. Několik let se zajímal o záležitosti zahraniční politiky, vzdělával se v diplomacii a zastával neoficiálně funkci zástupce ministra zahraničí.
Po mírových dohodách z Utrechtu, které ukončily válku o španělské dědictví se Británie a Francie staly spojenci. Roku 1719 se obě země staly součástí větší aliance, která uplatnila svůj vliv ve válce ve Středozemním moři, ve které se Španělsko snažilo neúspěšné získat zpět území v Itálii. Nicméně spojenectví s Francií bylo v britském parlamentu nepopulární, protože tato země byla považována za přirozeného nepřítele Británie.
Roku 1729 se ve vládě rozhořel spor o zahraniční politiku. Townshend byl přesvědčen, že hlavním nepřítelem Británie je Rakousko. Walpole a Pelham za největší hrozbu považovali Španělsko pro jeho velkou armádu a koloniální zájmy. Walpolemu se podařilo Townshenda odstranit z úřadu, na jeho místo jmenoval Williama Stanhopeho, Pelham se stal jeho zástupcem a fakticky řídli zahraniční politiku. S Walpolem se mu podařilo vytvořit s Rakouskem alianci a nasměrovat ho proti Španělsku. Nicméně brzy se ukázalo, že hlavním nepřítelem země je Francie.
Pelham, podobně jako Walpole, neměl zájem zapojovat Británii do válek na kontinentu. Země se neúčastnila války o polské dědictví a Pelham se dokonce snažil tomuto konfliktu zabránit. V té době získal Pelhamův bratr Henry Pelham pozici hlavního pokladníka a nahradil Townshenda na místě třetího nejdůležitějšího člena vlády. Tato trojice mužů vytvářela hlavní směr zahraniční i vnitřní politiky Británie. Pelhamové se postupně vymaňovali z Walpoleho stínu a stávali se více nezávislými.

## Válka se Španělskem
Vzrůstající napětí mezi Británií a Španělskem vyústila roku 1739 v takzvanou válku o Jenkinsonovo ucho, kdy britský kapitán Jenkins byl Španěly obviněn z nelegálního obchodu u pobřeží Kuby a jako trest mu bylo useknuto ucho. Tento incident Británii šokoval, ani ne tak svou brutalitou, ale tím, že si Španělé činili právo trestat britské občany za porušení pravidel obchodu, což bylo považováno za okupaci.
Jenkins vypovídal před parlamentem a mocná společnost South Sea Company mobilizovala veřejné mínění pro vyhlášení války Španělsku. Walpole byl proti zahájení tohoto konfliktu a stal se terčem nebývalé kritiky. Pelham také považoval válku se Španělskem za riskantní a na jednání se Španěly dohodl kompenzaci pro britské obchodníky. Nicméně názor veřejnosti a mnohých vlivných osobností nakonec přinutily Walpoleho v prosinci 1739 k vyhlášení války Španělsku.
Zpočátku byla Británie úspěšná a dobyla přístav Porto Bello. Pelham v prvních dvou letech střetu fakticky zastával pozici ministra války a snažil se s Walpolem dosáhnout ukončení války, ale byli pod velkým tlakem zastánců pokračování tohoto konfliktu. Roku 1741 zahájilo britské námořnictvo obléhání Cartageny. Bitva ale skončila pro Brity katastrofou, padlo v ní několik tisíc britských vojáků a britské vojsko muselo ustoupit. Ačkoli byl ze své pozice za neúspěch zodpovědný Pelham, kritika se snesla na Walpoleho.
V mezidobí po této bitvě se konaly všeobecné volby, ve kterých Walpole získal jen nepatrnou většinu. V krátké době byl přinucen rezignovat a na jeho místo nastoupil Spencer Compton. Pelham zastával svůj úřad i po Walpoleho pádu.

## Spojenectví s Rakouskem
Roku 1740, Krátce po vyhlášení války se Španělskem, vypukla v Evropě další válka, jejíž se válka se Španělskem stala součástí. Francie a Prusko napadly Rakousko a chtěly odstranit Marii Terezii a nahradit ji svým spojencem. Spojenectví s Rakouskem vyžadovalo od Británie připojení se k této válce. Zpočátku to byla finanční a diplomatická pomoc, ale později bylo na kontinent vysláno 16 000 vojáků. Pelham považoval spojenectví s Rakouskem za jedinou možnost jak porazit Francii.
Pelhamovi se podařilo diplomatickou cestou zlepšit pozici Británie. Dokázal zapojit Nizozemskou republiku do aliance proti Francii, dohodl mírová jednání mezi Pruskem a Rakouskem a odražení španělské invaze do Georgie, posílilo Britskou pozici v Severní Americe.
Roku 1745 vypuklo v Skotsku povstání Jakobitů. Pelham se obával útoku 5 000 mužů shromážděných v Derby pod velením Karla Eduarda Stuarta a současné invaze Francie do jižní Anglie. Podařilo se mu na sklonku roku 1745 na jihu země shromáždit dostatečný počet vojáků, jakobity zahnat na sever, kde byli v bitvě u Cullodenu roku 1746 poraženi. Pod tlakem Nizozemska, které se obávalo vpádu Francouzů, byla v říjnu 1748 uzavřena mírová dohoda s Francií. Rakousko se britským postupem cítilo dotčeno, protože předpokládalo větší podporu v jeho zájmu o navrácení Slezska.

## Premiér – první období
Po smrti Henryho Pelhama 6. března 1754 se stal premiérem Thomas Pelham. Původně chtěl zůstat správcem severního pohraničí, ale byl okolím přesvědčen, že je nejvhodnějším kandidátem. Prvním úkolem bylo jmenování předsedajícího Dolní sněmovny. Tím se nestali předpokládaní William Pitt nebo Henry Fox, ale Thomas Robinson, což u Pitta a Foxe způsobilo nevoli.
Po všeobecných volbách roku 1754 upevnil Pelham svou pozici a chtěl zahájit reformu financí. Napětí mezi Francií a Británií v Severní Americe vzrostlo poté, co byly roku 1754 britské vojenské jednotky zatlačeny francouzským vojskem z původně dobytých pozic. Mnoho bohatých Američanů volalo po vojenské odvetě a zahájení dobývání vnitrozemí. Mladší syn Jiřího II. William prosadil plán na obsazení Ohia a získání kontroly nad Novým Skotskem. William prosadil za velitele britských sil Edwarda Braddocka. Pelham měl pochyby o jeho kvalitách i o plánu samotném.
Několik měsíců po příjezdu do Ameriky bylo britské vojsko napadeno spojenými silami Francouzů a původních obyvatel (tzv. bitva u Monongahely). V bitvě, která se odehrála dne 9. června 1755 padla asi polovina britských vojáků včetně Braddocka samotného (zemřel na následky zranění o čtyři dny později). Zbytek se stáhl do Filadelfie a kontrolu nad vnitrozemím tak získala Francie. Se zhoršením situace musel Pelham zapomenout na plánovaná úsporná opatření.
Zatímco se Pelham zabýval situací v Americe, v Evropě se schylovalo k většímu konfliktu. Rakousko se obávalo, že je Británie nechá na holičkách v případě ohrožení a tak vytvořila roku 1756 s Francií alianci. Pelham se pokoušel obklopit Francii nepřáteli a předpokládal, že jedinou příčinou vypuknutí války by byl útok Pruska, vedeného Fridrichem Veliký, na Rakousko a to pokládal za málo pravděpodobné. Nicméně roku 1756 Prusko podniklo vpád do Slezska a iniciovalo tak válku, které se Pelham obával a snažil se jí zabránit.
Pelham byl viněn za neúspěšný vstup Británie do sedmileté války a v listopadu 1756 byl nahrazen Williamem Cavendishem. Za dlouhou službu vlasti byl jmenován vévodou z Newcastle.

## Premiér – druhé období
V červenci 1757 se Pelham znovu stal premiérem. V té době úzce spolupracoval s Williamem Pittem. Nicméně názory na vedení války byly u obou rozdílné. Pelham chtěl vojenskou sílu soustředit na kontinent, zatímco Pitt považoval za důležitou angažovanost v Severní Americe, Západní Africe a Asii, kde byli Francouzi nejvíce zranitelní. Výsledná vojenská politika byla nakonec kompromisem mezi oběma názory.
Expediční sbory v koloniích začaly být úspěšné a tak se jejich počet zvyšoval. Pitt se zabýval jejich vysíláním a Pelham zajišťoval podporu v parlamentu. Pelham byl přesvědčen, že hlavním dějištěm války bude Evropa a snažil se dojednat diplomatickou cestou spojence, ale nebyl úspěšný. Jedním z jeho velkých diplomatických úspěchů bylo udržení Španělska do roku 1762 mimo tento válečný konflikt.
V období této vlády, která získávala podporu napříč parlamentem, si Británie získala v zahraničí respekt. Nový král Jiří III., který neměl Pitta v oblibě, jmenoval v květnu 1762 místo Pelhama premiérem Johna Stuarta. Navzdory zásluhám obou politiků o výsledek války, je král zahnal do opozice. Byl to poslední případ, kdy britský panovník mohl jmenovat premiéra bez ohledu na mínění dolní komory parlamentu. Stuart byl Tory a tak jeho jmenování ukončilo dominanci Whigů na britské politické scéně od roku 1714.

## Pozdní období
Pelham přešel do kritické opozice a byl zbaven pozice zástupce koruny v hrabství, protože spolu s Pittem kritizovali mírovou dohodu z roku 1763. Oba pokládali tento mír za výhodný pro Francii a Španělsko. Většinu času trávil ve svém domě v Claremontu a užíval si pozice, kdy po asi čtyřiceti pěti letech ve vládních funkcích, mohl působit v opozici.
Roku 1765 přijal funkci strážce pečeti ve vládě Charlese Watson-Wentwortha, s nímž měl podobné názory na některé záležitosti. Později získal i nabídku stát se správcem jižní části země, ale tu odmítl. Po pádu Watsonovy vlády setrval v opozici. Zemřel v listopadu 1768.